# Mariannebrilvogel
De mariannebrilvogel (Zosterops semiflavus) is een uitgestorven zangvogel uit de familie Zosteropidae (brilvogels).

## Verspreiding en leefgebied
Deze soort was endemisch op het eiland Marianne (en mogelijk ook op andere eilanden) van de eilandengroep Seychellen. De soort is uitgestorven tussen 1890 en 1940, waarschijnlijk rond 1900.